# Rezin A. De Bolt

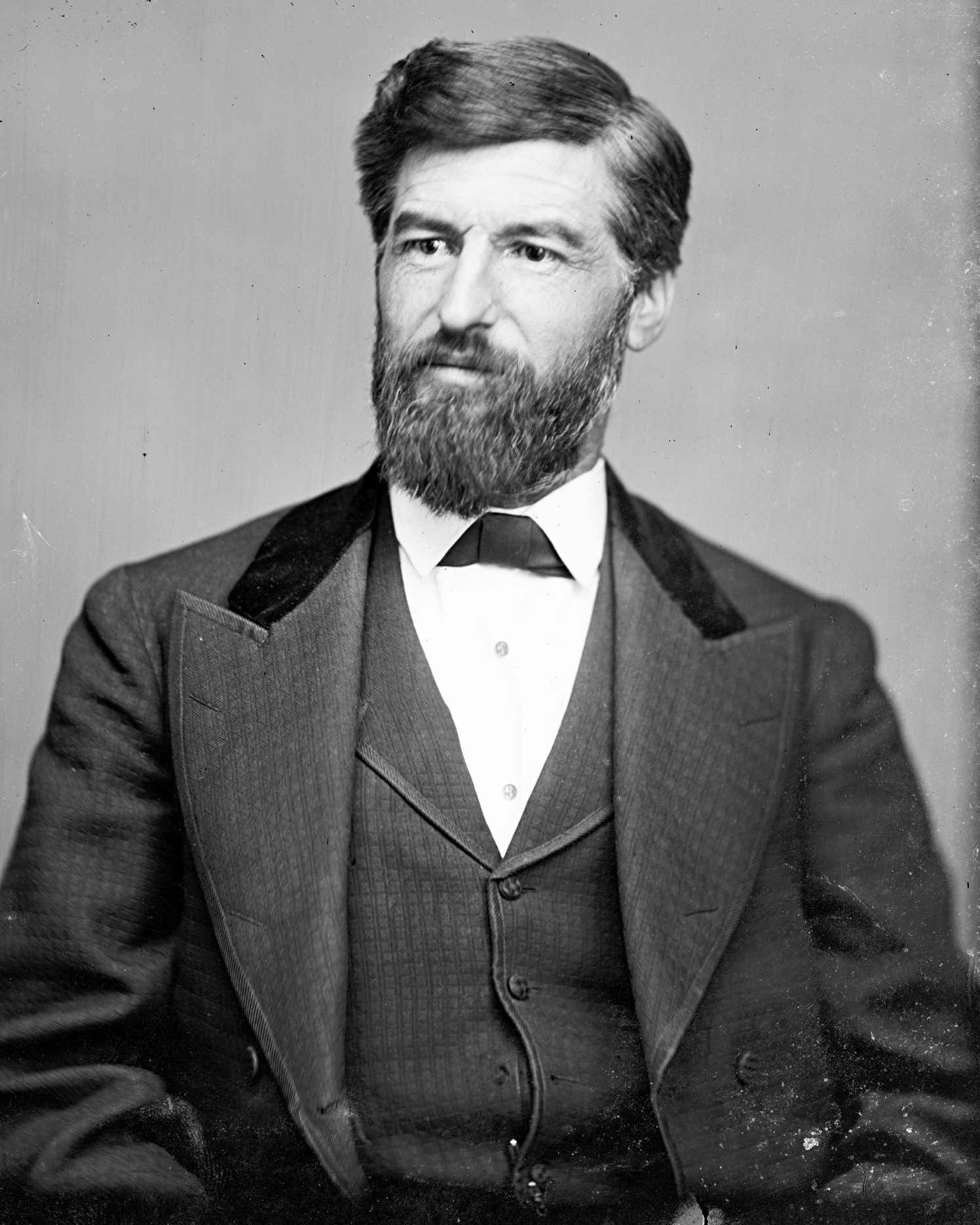
Rezin A. De Bolt

Rezin A. De Bolt (* 20. Januar 1828 in Basil, Fairfield County, Ohio; † 30. Oktober 1891 in Trenton, Missouri) war ein US-amerikanischer Politiker. Zwischen 1875 und 1877 vertrat er den Bundesstaat Missouri im US-Repräsentantenhaus.

## Werdegang
Rezin De Bolt besuchte die öffentlichen Schulen seiner Heimat. Danach arbeitete er zunächst als Gerber. Nach einem Jurastudium und seiner im Jahr 1856 erfolgten Zulassung als Rechtsanwalt begann er in Lancaster in diesem Beruf zu praktizieren. Seit 1858 lebte er in Trenton (Missouri). Von 1859 bis 1861 war De Bolt Schulbeauftragter im dortigen Grundy County. Während des Bürgerkriegs war er Hauptmann im Heer der Union. Im April 1862 geriet er während der Schlacht von Shiloh für 18 Monate in Kriegsgefangenschaft. Dabei erlitt er starke gesundheitliche Beeinträchtigungen. Gegen Ende des Krieges kehrte De Bolt als Major noch einmal kurz in die Armee zurück. Zwischen 1863 und 1875 war er Richter im elften Gerichtsbezirk von Missouri.
Politisch war De Bolt Mitglied der Demokratischen Partei. Bei den Kongresswahlen des Jahres 1874 wurde er im zehnten Wahlbezirk von Missouri in das US-Repräsentantenhaus in Washington, D.C. gewählt, wo er am 4. März 1875 die Nachfolge von Ira B. Hyde antrat. Da er im Jahr 1876 auf eine erneute Kandidatur verzichtete, konnte er bis zum 3. März 1877 nur eine Legislaturperiode im Kongress absolvieren. Nach seinem Ausscheiden aus dem US-Repräsentantenhaus war De Bolt wieder als Anwalt tätig. Er starb am 30. Oktober 1891 in Trenton, wo er auch beigesetzt wurde.